# Золтан Штібер
Золтан Штібер (угор. Stieber Zoltán, нар. 16 жовтня 1988, Шарвар) — угорський футболіст, півзахисник угорського МТК (Будапешт).

## Клубна кар'єра
Займався футболом у школах низки угорських футбольних клубів. У 17-річному віці отримав пропозицію продовжити підготоку в академії «Астон Вілли». У дорослому футболі дебютував в сезоні 2007/08, граючи на умовах оренди за «Йовіл Таун». Після завершення оренди повернувся до «Астон Вілли», у головній команді якої, втім, так й не дебютував. 
Натомість 2009 року перебрався до Німеччини, уклавши контракт з «Кобленцом». Згодом провів по одному сезоні у складі «Алеманії» (Аахен) та «Майнц 05», після чого два роки захищав кольори «Гройтера».
Четвнртим німецьким клубом у його кар'єрі став «Гамбург», з яким він уклав контракт 29 травня 2014 року. У своєму першому сезоні в новій команді досить регулярно виходив на поле, проте з наступного сезону угорець практично випав з обойми «Гамбурга» і на початку 2016 року був відданий в оренду до предтсавника Другої Бундесліги «Нюрнберга».

## Виступи за збірні
2006 року дебютував у складі юнацької збірної Угорщини, взяв участь у 5 іграх на юнацькому рівні.
Протягом 2008–2009 років залучався до складу молодіжної збірної Угорщини. На молодіжному рівні зіграв у 4 офіційних матчах.
2010 року дебютував в офіційних матчах у складі національної збірної Угорщини. Наразі провів у формі головної команди країни 10 матчів, забивши 2 голи.

## Титули і досягнення
- Володар Кубка Угорщини (1):

«Уйпешт»: 2020-21